# Hiroshi Kiyotake
Hiroshi Kiyotake (清武 弘嗣?, Kiyotake Hiroshi; Ōita, 12 novembre 1989) è un calciatore giapponese, centrocampista o attaccante dell'Oita Trinita.

## Biografia
Il 29 maggio 2011 si è sposato con Mariko Adachi, con cui ha avuto tre figli nel 2011, 2017 e 2019. Ha un fratello minore di nome Kōki, anch'egli calciatore che milita nel FC Ryūkyū.

## Caratteristiche tecniche
Gioca sia come centrocampista che come attaccante, dotato di tecnica e di un buon controllo di palla che gli consentono di giocare bene a centrocampo, inoltre in area avversaria sfrutta bene il suo buon senso dell'assist unito alla sua visione di gioco. Di piede destro, ma è capace di segnare calciando pure con il sinistro, il suo tiro è potente ma anche preciso, infatti è in grado di trovare il gol calciando pure da fuoriarea, anche per questo è molto abile sui calci piazzati, in particolare sulle punizioni tramite le quali, non solo è capace di segnare, ma anche di fornire dei cross vincenti ai suoi compagni.

## Carriera

### Club

#### Oita Trinita e Cerezo Osaka
I suoi esordi come professionista iniziano in patria con la maglie dell'Oita Trinita, facendo il suo debutto il 20 marzo 2008 nella Coppa J. League, che verrà vinta proprio dall'Oita Trinita, la prima partita giocata da Kiyotake finirà con una sconfitta per 1-0 contro lo Yokohama F·Marinos. Segnerà il suo primo gol con la rete del 2-2 nel pareggio contro lo Shimizu S-Pulse in J1 League. La sua ultima rete per l'Oita Trinita la segnerà il 29 novembre 2009 nella vittoria per 2-0 contro il JEF Chiba. A partire dal 2010 militerà nel Cerezo Osaka, segnando la rete del 3-0 battendo il Montedio Yamagata, ne farà un'altra vincendo per 2-0 contro l'Omiya Ardija. Nella AFC Champions League segnerà una rete sia contro Arema FC che contro il Shandong Taishan Zuqiu Julebu entrambe concluse per 4-0 e una doppietta ai quarti di finale nella partita d'andata battendo per 4-3 il Jeonbuk Motors, vevendo comunque eliminati nella pesante sconfitta per 6-1 nella partita di ritorno. Nell'edizione 2011 della J1 League sarà autore di sette reti, alcune segnate nelle varie vittorie come il gol del 3-0 contro l'Avispa Fukuoka, farà dei gol anche nelle vittorie per 5-4 contro il Sanfrecce Hiroshima o in quella per 2-1 contro il Kawasaki Frontale. Nella Coppa dell'Imperatore giocherà contro il Vegalta Sendai e la partita si concluderà per 1-1 e ai rigori il Cerezo Osaka vincerà per 4-2 e Kiyotake segnerà una rete calciando dal dischetto, nella partita successiva contro lo Shimizu S-Pulse segnerà un gol nel primo tempo supplementare e la partita finirà sul 2-2 e vincendo ancora una volta ai rigori per 5-6 e Kiyotake mette ancora una volta a segno uno dei rigori vincenti. La sua esperienza in squadra si conclude con un totale di 19 reti, l'ultima segnata nella vittoria per 3-2 contro il Júbilo Iwata.

#### Norimberga
Nel 2012 si trasferisce al Norimberga, squadra militante nella Bundesliga. Titolare fisso, nelle prime 5 giornate riesce a mettere 1 gol e 4 assist, metà dei quali nella vittoria contro il Gladbach oltre a segnare il gol del 3-2. Segnerà un altro gol contro l'Augusta vincendo per 2-1 e una doppietta battendo per 4-2 contro l'Hoffenheim. L'ultima rete per la squadra la segnerà il 22 febbraio 2014 vincendo per 2-1 contro l'Eintracht Braunschweig.

#### Hannover 96 e Siviglia
Il 25 luglio 2014 firma per l'Hannover 96, club dove giocava anche il suo compagno di nazionale Hiroki Sakai. Segnerà il gol de 1-0 che cui la squadra vincerà di misura contro il Borussia Dortmund, e sarà l'uomo partita nella vittoria contro l'Hertha Berlino, prima fornendo a Jimmy Briand un assist vincente e poi segnando la rete del 2-0, inoltre nell'ultima partita dell'edizione 2014-2015 del campionato segnerà una rete prevalento per 2-1 contro il Friburgo. Nell'edizione successiva del campionato segnerà la rete del pareggio contro l'Amburgo e poi la squadra vincerà quando Kiyotake fornirà a Salif Sané l'assist con cui quest'ultimo segnerà il gol 2-1. L'ultima rete per l'Hannover 96 la segnerà il 7 maggio 2016 con il gol del 1-0 battendo l'Hoffenheim. Giocherà per il Siviglia in Spagna per una stagione giocando solo nove partite, farà un solo gol in una molto combattuta contro l'Espanyol vincendo per 6-4.

#### Ritorno al Cerezo Osaka
Tornerà a giocare nel Cerezo Osaka vincendo sia la Coppa dell'Imperatore e che la Coppa del Giappone giocando come titolare in entrambe le finali. Nell'edizione 2017 del campionato segnerà sei reti, ad esempio il gol del 2-0 battendo il Kawasaki Frontale o quello del 2-1 vincendo contro il Sagan Tosu, e segnerà delle reti in altre vittorie come quella per 3-0 contro l'Omiya Ardija, quella per 5-2 contro il Sanfrecce Hiroshima e contro lo Yokohama F·Marinos per 4-1. Vincerà la Supercoppa del Giappone segnando una rete nella vittoria per 3-2 contro il Kawasaki Frontale. Nell'edizione 2018 della J1 League rimarrà spesso fuori del gioco a causa di vari infortuni, segnerà comunque quattro reti, uno che deciderà la vittoria su 1-0 contro il FC Tokyo, un altro battendo per 3-1 il V-Varen Nagasaki e una doppietta vincendo per 2-1 contro il Vegalta Sendai. Nell'edizione 2020 stabilirà un record personale con otto reti, con i suoi gol la squadra batterà per 1-0 sia lo Shonan Bellmare che l'Oita Trinita, segnerà delle reti anche contro lo Yokohama FC, lo Yokohama F·Marinos e il Vegalta Sendai vinte tutte per il risultato di 2-1.

### Nazionale
Il 10 agosto 2011 fa il suo debutto nella nazionale del Giappone, vincendo per 3-0 contro la Corea del Sud, sotto la guida di Alberto Zaccheroni. All'esordio, firma il secondo e terzo goal con un assist.
Ha fatto parte della nazionale olimpica che ha partecipato alle Olimpiadi 2012, competizione dove la squadra ha chiuso al 4º posto, prendendo parte a tutte le partite, rivelandosi determinante nella vittoria contro il Marocco fornendo al suo compagno Kensuke Nagai l'assist con cui quest'ultimo segnerà la rete del 1-0, inoltre fornirà altri due assist vincenti nella partita dove prevarrà per 3-0 contro l'Egitto.
Ha giocato varie partite amichevoli con la nazionale Under-23 in una delle quali segna il gol del 2-0 battendo il Bahrain.
Durante le qualificazione per i Mondiali del 2014 fornirà a Maya Yoshida l'assist con cui lui segnerà il gol del 1-0 battendo la Corea del Nord, mentre contro l'Oman vincerà per 2-1 segnando il suo primo gol in nazionale; ottenuta la qualificazione ha giocato solo contro la Colombia perdendo per 4-1, sostituendo all'85º Shinji Kagawa.
Giocherà anche alla Confederations Cup 2013 in Brasile disputando una sola partita persa per 3-0 contro la squadra di casa, e alla Coppa d'Asia 2015 disputatasi in Australia giocando tre partite. La sua ultima rete in nazionale la segnerà battendo per 2-1 l'Arabia Saudita, infine giocherà la sua ultima partita con la nazionale giapponese vincendo contro la Thailandia e grazie a un suo calcio di punizione Maya Yoshida segnerà di testa il gol del 4-0.

## Statistiche

### Presenze e reti nei club
Statistiche aggiornate al 21 dicembre 2016.
| Stagione            | Squadra             | Campionato          | Campionato | Campionato | Coppe nazionali | Coppe nazionali | Coppe nazionali | Coppe continentali | Coppe continentali | Coppe continentali | Altre coppe | Altre coppe | Altre coppe | Totale | Totale |
| Stagione            | Squadra             | Comp                | Pres       | Reti       | Comp            | Pres            | Reti            | Comp               | Pres               | Reti               | Comp        | Pres        | Reti        | Pres   | Reti   |
| ------------------- | ------------------- | ------------------- | ---------- | ---------- | --------------- | --------------- | --------------- | ------------------ | ------------------ | ------------------ | ----------- | ----------- | ----------- | ------ | ------ |
| 2008                | Oita Trinita        | J1                  | 8          | 1          | CI              | 3               | 0               | -                  | -                  | -                  | -           | -           | -           | 11     | 1      |
| 2009                | Oita Trinita        | J1                  | 23         | 3          | CI              | 6               | 1               | -                  | -                  | -                  | -           | -           | -           | 29     | 4      |
| Totale Oita Trinita | Totale Oita Trinita | Totale Oita Trinita | 31         | 4          |                 | 9               | 1               |                    | -                  | -                  |             | -           | -           | 40     | 5      |
| 2010                | Cerezo Osaka        | J1                  | 25         | 4          | CI              | 1               | 0               | -                  | -                  | -                  | -           | -           | -           | 26     | 4      |
| 2011                | Cerezo Osaka        | J1                  | 25         | 7          | CI              | 3               | 1               | AFCCL              | 9                  | 4                  | -           | -           | -           | 37     | 12     |
| gen.- giu. 2012     | Cerezo Osaka        | J1                  | 16         | 2          | CI              | 3               | 1               | -                  | -                  | -                  | -           | -           | -           | 19     | 3      |
| Totale Cerezo Osaka | Totale Cerezo Osaka | Totale Cerezo Osaka | 66         | 13         |                 | 7               | 2               |                    | 9                  | 4                  |             | -           | -           | 82     | 19     |
| 2012-2013           | Norimberga          | BL                  | 31         | 4          | CG              | 1               | 0               | -                  | -                  | -                  | -           | -           | -           | 32     | 4      |
| 2013-2014           | Norimberga          | BL                  | 33         | 3          | CG              | 1               | 0               | -                  | -                  | -                  | -           | -           | -           | 33     | 4      |
| Totale Norimberga   | Totale Norimberga   | Totale Norimberga   | 64         | 7          |                 | 2               | 0               |                    | -                  | -                  |             | -           | -           | 66     | 7      |
| 2014-2015           | Hannover 96         | BL                  | 32         | 5          | CG              | 1               | 0               | -                  | -                  | -                  | -           | -           | -           | 33     | 5      |
| 2015-2016           | Hannover 96         | BL                  | 21         | 5          | CG              | 1               | 0               | -                  | -                  | -                  | -           | -           | -           | 22     | 5      |
| Totale Hannover     | Totale Hannover     | Totale Hannover     | 53         | 10         |                 | 2               | 0               |                    | -                  | -                  |             | -           | -           | 55     | 10     |
| 2016-2017           | Siviglia            | PD                  | 4          | 1          | CR              | 2               | 0               | UCL                | 1                  | 0                  | SU+SS       | 1+1         | 0           | 9      | 1      |
| Totale carriera     | Totale carriera     | Totale carriera     | 218        | 35         |                 | 22              | 3               |                    | 10                 | 4                  |             | 2           | 0           | 252    | 42     |

### Cronologia presenze e reti in nazionale
| Cronologia completa delle presenze e delle reti in nazionale ― Giappone | Cronologia completa delle presenze e delle reti in nazionale ― Giappone | Cronologia completa delle presenze e delle reti in nazionale ― Giappone | Cronologia completa delle presenze e delle reti in nazionale ― Giappone | Cronologia completa delle presenze e delle reti in nazionale ― Giappone | Cronologia completa delle presenze e delle reti in nazionale ― Giappone | Cronologia completa delle presenze e delle reti in nazionale ― Giappone | Cronologia completa delle presenze e delle reti in nazionale ― Giappone |
| Data                                                                    | Città                                                                   | In casa                                                                 | Risultato                                                               | Ospiti                                                                  | Competizione                                                            | Reti                                                                    | Note                                                                    |
| ----------------------------------------------------------------------- | ----------------------------------------------------------------------- | ----------------------------------------------------------------------- | ----------------------------------------------------------------------- | ----------------------------------------------------------------------- | ----------------------------------------------------------------------- | ----------------------------------------------------------------------- | ----------------------------------------------------------------------- |
| 10-8-2011                                                               | Sapporo                                                                 | Giappone                                                                | 3 – 0                                                                   | Corea del Sud                                                           | Amichevole                                                              | -                                                                       | 36’                                                                     |
| 2-9-2011                                                                | Saitama                                                                 | Giappone                                                                | 1 – 0                                                                   | Corea del Nord                                                          | Qual. Mondiali 2014                                                     | -                                                                       | 60’                                                                     |
| 7-9-2011                                                                | Tashkent                                                                | Uzbekistan                                                              | 1 – 1                                                                   | Giappone                                                                | Qual. Mondiali 2014                                                     | -                                                                       | 46’                                                                     |
| 11-11-2011                                                              | Dushanbe                                                                | Tagikistan                                                              | 0 – 4                                                                   | Tagikistan                                                              | Qual. Mondiali 2014                                                     | -                                                                       | 87’                                                                     |
| 15-11-2011                                                              | Pyongyang                                                               | Corea del Nord                                                          | 1 – 0                                                                   | Giappone                                                                | Qual. Mondiali 2014                                                     | -                                                                       | 84’                                                                     |
| 3-6-2012                                                                | Saitama                                                                 | Giappone                                                                | 3 – 0                                                                   | Oman                                                                    | Qual. Mondiali 2014                                                     | -                                                                       | 74’                                                                     |
| 12-6-2012                                                               | Brisbane                                                                | Australia                                                               | 1 – 1                                                                   | Giappone                                                                | Qual. Mondiali 2014                                                     | -                                                                       | 86’                                                                     |
| 6-9-2012                                                                | Niigata                                                                 | Giappone                                                                | 1 – 0                                                                   | Emirati Arabi Uniti                                                     | Amichevole                                                              | -                                                                       |                                                                         |
| 11-9-2012                                                               | Saitama                                                                 | Giappone                                                                | 1 – 0                                                                   | Iraq                                                                    | Qual. Mondiali 2014                                                     | -                                                                       | 89’                                                                     |
| 12-10-2012                                                              | Saint-Denis                                                             | Francia                                                                 | 0 – 1                                                                   | Giappone                                                                | Amichevole                                                              | -                                                                       |                                                                         |
| 16-10-2012                                                              | Breslavia                                                               | Giappone                                                                | 0 – 4                                                                   | Brasile                                                                 | Amichevole                                                              | -                                                                       | 90’                                                                     |
| 14-11-2012                                                              | Mascate                                                                 | Oman                                                                    | 1 – 2                                                                   | Giappone                                                                | Qual. Mondiali 2014                                                     | 1                                                                       | 85’                                                                     |
| 6-2-2013                                                                | Kōbe                                                                    | Giappone                                                                | 3 – 0                                                                   | Lettonia                                                                | Amichevole                                                              | -                                                                       | 46’                                                                     |
| 26-3-2013                                                               | Amman                                                                   | Giordania                                                               | 2 – 1                                                                   | Giappone                                                                | Qual. Mondiali 2014                                                     | -                                                                       | 86’                                                                     |
| 30-5-2013                                                               | Toyota                                                                  | Giappone                                                                | 0 – 2                                                                   | Bulgaria                                                                | Amichevole                                                              | -                                                                       | 46’                                                                     |
| 4-6-2013                                                                | Saitama                                                                 | Giappone                                                                | 1 – 1                                                                   | Australia                                                               | Qual. Mondiali 2014                                                     | -                                                                       | 88’                                                                     |
| 11-6-2013                                                               | Doha                                                                    | Iraq                                                                    | 0 – 1                                                                   | Giappone                                                                | Qual. Mondiali 2014                                                     | -                                                                       | 67’                                                                     |
| 15-6-2013                                                               | Brasilia                                                                | Brasile                                                                 | 3 – 0                                                                   | Giappone                                                                | Conf. Cup 2013 - 1º turno                                               | -                                                                       | 51’                                                                     |
| 6-9-2013                                                                | Osaka                                                                   | Giappone                                                                | 3 – 0                                                                   | Guatemala                                                               | Amichevole                                                              | -                                                                       | 46’                                                                     |
| 10-9-2013                                                               | Yokohama                                                                | Giappone                                                                | 3 – 1                                                                   | Ghana                                                                   | Amichevole                                                              | -                                                                       | 79’                                                                     |
| 11-10-2013                                                              | Novi Sad                                                                | Serbia                                                                  | 2 – 0                                                                   | Giappone                                                                | Amichevole                                                              | -                                                                       | 68’                                                                     |
| 16-11-2013                                                              | Genk                                                                    | Paesi Bassi                                                             | 2 – 2                                                                   | Giappone                                                                | Amichevole                                                              | -                                                                       | 46’                                                                     |
| 19-11-2013                                                              | Bruxelles                                                               | Belgio                                                                  | 2 – 3                                                                   | Giappone                                                                | Amichevole                                                              | -                                                                       | 46’                                                                     |
| 25-3-2014                                                               | Tokyo                                                                   | Giappone                                                                | 4 – 2                                                                   | Nuova Zelanda                                                           | Amichevole                                                              | -                                                                       | 46’                                                                     |
| 27-5-2014                                                               | Saitama                                                                 | Giappone                                                                | 1 – 0                                                                   | Cipro                                                                   | Amichevole                                                              | -                                                                       | 71’                                                                     |
| 24-6-2014                                                               | Cuiabá                                                                  | Giappone                                                                | 1 – 4                                                                   | Colombia                                                                | Mondiali 2014 - 1º turno                                                | -                                                                       | 85’                                                                     |
| 12-1-2015                                                               | Newcastle                                                               | Giappone                                                                | 4 – 0                                                                   | Palestina                                                               | Coppa d'Asia 2015 - 1º turno                                            | -                                                                       | 46’                                                                     |
| 16-1-2015                                                               | Brisbane                                                                | Iraq                                                                    | 0 – 1                                                                   | Giappone                                                                | Coppa d'Asia 2015 - 1º turno                                            | -                                                                       | 63’                                                                     |
| 20-1-2015                                                               | Melbourne                                                               | Giappone                                                                | 2 – 0                                                                   | Giordania                                                               | Coppa d'Asia 2015 - 1º turno                                            | -                                                                       | 51’                                                                     |
| 27-3-2015                                                               | Oita                                                                    | Giappone                                                                | 2 – 0                                                                   | Tunisia                                                                 | Amichevole                                                              | -                                                                       | 60’                                                                     |
| 8-10-2015                                                               | Mascate                                                                 | Siria                                                                   | 0 – 3                                                                   | Giappone                                                                | Qual. Mondiali 2018                                                     | -                                                                       | 79’                                                                     |
| 13-10-2015                                                              | Teheran                                                                 | Iran                                                                    | 1 – 1                                                                   | Giappone                                                                | Amichevole                                                              | -                                                                       | 46’                                                                     |
| 12-11-2015                                                              | Singapore                                                               | Singapore                                                               | 0 – 3                                                                   | Giappone                                                                | Qual. Mondiali 2018                                                     | -                                                                       | 75’                                                                     |
| 24-3-2016                                                               | Saitama                                                                 | Giappone                                                                | 5 – 0                                                                   | Afghanistan                                                             | Qual. Mondiali 2018                                                     | 1                                                                       |                                                                         |
| 29-3-2016                                                               | Saitama                                                                 | Giappone                                                                | 5 – 0                                                                   | Siria                                                                   | Qual. Mondiali 2018                                                     | -                                                                       | 85’                                                                     |
| 3-6-2016                                                                | Toyota                                                                  | Giappone                                                                | 7 – 2                                                                   | Bulgaria                                                                | Amichevole                                                              | -                                                                       | 70’                                                                     |
| 7-6-2016                                                                | Suita                                                                   | Giappone                                                                | 1 – 2                                                                   | Bosnia ed Erzegovina                                                    | Amichevole                                                              | 1                                                                       |                                                                         |
| 1-9-2016                                                                | Saitama                                                                 | Giappone                                                                | 1 – 2                                                                   | Emirati Arabi Uniti                                                     | Qual. Mondiali 2018                                                     | -                                                                       | 62’                                                                     |
| 6-10-2016                                                               | Saitama                                                                 | Giappone                                                                | 2 – 1                                                                   | Iraq                                                                    | Qual. Mondiali 2018                                                     | -                                                                       |                                                                         |
| 11-10-2016                                                              | Melbourne                                                               | Australia                                                               | 1 – 1                                                                   | Giappone                                                                | Qual. Mondiali 2018                                                     | -                                                                       | 81’                                                                     |
| 11-11-2016                                                              | Kashima                                                                 | Giappone                                                                | 4 – 0                                                                   | Oman                                                                    | Amichevole                                                              | 1                                                                       | 71’                                                                     |
| 15-11-2016                                                              | Tokyo                                                                   | Giappone                                                                | 2 – 1                                                                   | Arabia Saudita                                                          | Qual. Mondiali 2018                                                     | 1                                                                       | 64’                                                                     |
| 28-3-2017                                                               | Saitama                                                                 | Giappone                                                                | 4 – 0                                                                   | Thailandia                                                              | Qual. Mondiali 2018                                                     | -                                                                       | 74’                                                                     |
| Totale                                                                  |                                                                         | Presenze                                                                | 43                                                                      |                                                                         | Reti                                                                    | 5                                                                       |                                                                         |

| Cronologia completa delle presenze e delle reti in nazionale ― Giappone Olimpica | Cronologia completa delle presenze e delle reti in nazionale ― Giappone Olimpica | Cronologia completa delle presenze e delle reti in nazionale ― Giappone Olimpica | Cronologia completa delle presenze e delle reti in nazionale ― Giappone Olimpica | Cronologia completa delle presenze e delle reti in nazionale ― Giappone Olimpica | Cronologia completa delle presenze e delle reti in nazionale ― Giappone Olimpica | Cronologia completa delle presenze e delle reti in nazionale ― Giappone Olimpica | Cronologia completa delle presenze e delle reti in nazionale ― Giappone Olimpica |
| Data                                                                             | Città                                                                            | In casa                                                                          | Risultato                                                                        | Ospiti                                                                           | Competizione                                                                     | Reti                                                                             | Note                                                                             |
| -------------------------------------------------------------------------------- | -------------------------------------------------------------------------------- | -------------------------------------------------------------------------------- | -------------------------------------------------------------------------------- | -------------------------------------------------------------------------------- | -------------------------------------------------------------------------------- | -------------------------------------------------------------------------------- | -------------------------------------------------------------------------------- |
| 26-7-2012                                                                        | Glasgow                                                                          | Spagna                                                                           | 0 – 1                                                                            | Giappone                                                                         | Olimpiadi 2012 - 1º turno                                                        | -                                                                                |                                                                                  |
| 29-7-2012                                                                        | Newcastle                                                                        | Giappone                                                                         | 1 – 0                                                                            | Marocco                                                                          | Olimpiadi 2012 - 1º turno                                                        | -                                                                                | 89’                                                                              |
| 1-8-2012                                                                         | Coventry                                                                         | Giappone                                                                         | 0 – 0                                                                            | Honduras                                                                         | Olimpiadi 2012 - 1º turno                                                        | -                                                                                | 67’                                                                              |
| 4-8-2012                                                                         | Manchester                                                                       | Giappone                                                                         | 3 – 0                                                                            | Egitto                                                                           | Olimpiadi 2012 - Quarti di finale                                                | -                                                                                | 85’                                                                              |
| 7-8-2012                                                                         | Londra                                                                           | Messico                                                                          | 3 – 1                                                                            | Giappone                                                                         | Olimpiadi 2012 - Semifinale                                                      | -                                                                                | 77’                                                                              |
| 10-8-2012                                                                        | Cardiff                                                                          | Corea del Sud                                                                    | 2 – 0                                                                            | Giappone                                                                         | Olimpiadi 2012 - Finale 3º posto                                                 | -                                                                                |                                                                                  |
| Totale                                                                           |                                                                                  | Presenze                                                                         | 6                                                                                |                                                                                  | Reti                                                                             | 0                                                                                |                                                                                  |

## Palmarès

### Club

#### Competizioni nazionali
- Coppa J. League: 2

Oita Trinita: 2008
Cerezo Osaka: 2017
- Coppa dell'Imperatore: 1

Cerezo Osaka: 2017
- Supercoppa del Giappone: 1

Cerezo Osaka: 2018